# آستین (نوادا)
آستین، نوادا (به انگلیسی: Austin, Nevada) یک سکونتگاه مسکونی در ایالات متحده آمریکا است که در شهرستان لندر، نوادا واقع شده‌است.

## خصوصیات
آستین ۲٫۹ کیلومترمربع مساحت و ۱۹۲ نفر جمعیت دارد و ۲٬۰۱۳٫۲۳ متر بالاتر از سطح دریا واقع شده‌است.